# Lily Pinneo
Lily Pinneo (Newark, EUA, 21 de febrer de 1917 - Sebring, EUA, 17 d'agost de 2012) fou una infermera estatunidenca coneguda per haver estat la primera supervivent de la febre de Lassa. Els seus anticossos, entre d'altres, van servir per tractar i salvar-li la vida a l'investigador català Jordi Casals i Ariet, que va contraure el virus de Lassa quan l'estava investigant.

## Trajectòria
Pinneo, coneguda com a "Penny" era filla d'una missionera a l'Índia i d'un metge. La seva germana Rose i ella van ser ambdues infermeres i el seu germà va convertir-se en metge. Pinneo va estudiar al Johns Hopkins Hospital School for Nurses i posteriorment va entrar a treballar al Moody Bible Institute de Chicago. Allà va conèixer a missioners que organitzaven expedicions a més de 60 països. Va ser des d'allà on va oferir els seus serveis a aquesta organització (SIM: Serving In Mission) i va anar a Nigèria el 1946.
A Nigèria, després d'aprendre l'idioma haussa (llengua oficial al nord de Nigèria), va treballar al recent instal·lat Hospital Bingham. Durant el gener de 1969, la infermera Laura Wine, que treballava de missionera al poble de Lassa, al nord de Nigèria, va contraure una malaltia desconeguda. La van transportar a la localitat també nigeriana de Jos, on s'hi ubicava el Joss Mission Hospital i on els missioners americans també hi havien muntat l'Hospital Bingham —en el qual hi treballava Lily Pinneo. Laura Wine hi va morir en menys de 24 hores i dues infermeres s'hi van infectar: una d'elles era Pinneo (que aleshores tenia 52 anys) i que se n'havia fet càrrec. L'altra infermera també va morir al cap de poc.
Lily Pinneo va tenir febre però li va desaparèixer al cap d'un temps, fet a partir del qual la van traslladar als EUA per a recuperar-se. Durant la seva convalescència en terreny estatunidenc, es va enviar una mostra de la seva sang a la Universitat Yale, on hi treballava el metge i epidemiòleg català Jordi Casals i Ariet. Tant ell com un dels seus tècnics, Juan Roman, es van infectar. Roman va morir, mentre que Casals i Ariet va sobreviure, atès que li van inocular anticossos de la mostra de sèrum de la pròpia Pinneo. Es va descobrir que Pinneo havia desenvolupat una gran quantitat d'anticossos del virus com a resposta immunitària a la infecció.
Pinneo va tornar a l'Àfrica i allà hi va passar la major part de la seva vida contribuint en diversos estudis de la febre de Lassa. Hi va tornar després d'un any d'haver estat infectada, el 1970, perquè hi havia hagut un altre brot d'aquesta malaltia a Nigèria i volien tornar a utilitzar el seu sèrum per fer-hi front. Una dècada i escaig més tard, el 1985 es va jubilar i va tornar als EUA, on en primer lloc va viure a Rochester amb la seva germana i després a la localitat de Sebring, on hi va morir finalment el 2012 a 95 anys. La seva història va aparèixer a la novel·la Fever! The hunt for a new killer virus (1974), de l'escriptor John G. Fuller.